# The Golden Ratio
The Golden Ratio es el quinto álbum de estudio del grupo pop sueco Ace of Base. Este álbum se grabó a finales del 2009 hasta mediados del 2010. Es el primer álbum con dos nuevos vocalistas: Clara Hagman y Julia Williamson. La producción de este quinto álbum comenzó inicialmente con la exmiembro de la banda y vocalista principal, Jenny Berggren, pero esas grabaciones fueron dejadas de lado.
The Golden Ratio es el primer álbum del grupo con material completamente nuevo, desde su álbum de 2002, Da Capo. El álbum entró se posicionó en las listas de ventas alemanas en el número 20 y en Suiza en el número 100.

## Antecedentes
El grupo afirmó que el álbum “The Golden Ratio” es el resultado de tres años de trabajo en el estudio para Ulf y Jonas. Su principal reto era encontrar como sonaría Ace of Base en esta segunda década del siglo 21. Después de un año de experimentación, se dieron cuenta de que querían adoptar y conservar la música original de Ace Base y hacerla contemporánea al mismo tiempo.

## Recepción
The Golden Ratio recibió críticas positivas de muchos conocedores. Rock&Review le dio al álbum una crítica positiva, afirmando: "Musicalmente, The Golden Ratio es todo lo que esperabas de un álbum de Ace of Base. Es muy difícil darse cuenta de que las hermanas de Jonas Berggren están ausentes, ya que las nuevas vocalistas hicieron un gran trabajo llenando los espacios que Malin y Jenny dejaron". 
ScandiPop también le dio un elogio muy alto al álbum, diciendo: "Es un muy buen disco. Han regresado a todo lo que los hizo famosos cuando se iniciaron a principios de los años noventa.

## Lista de canciones
1. "All for You" - 3:37
2. "Blah, Blah, Blah on the Radio" - 3:46
3. "The Golden Ratio" - 3:46
4. "Southern California" - 3:17
5. "Told My Ma" - 3:51
6. "Black Sea" - 3:42
7. "One Day" - 3:03
8. "Juliet" - 3:15
9. "Precious" - 3:53
10. "Vision in Blue" - 3:56
11. "Mr. Replay" - 4:16
12. "Who Am I" - 3:06
13. "Doreen" - 3:40

## Posicionamiento
| Lista                      | Alta posición |
| -------------------------- | ------------- |
| German Albums Chart        | 20            |
| Swiss Albums Chart         | 100           |
| Corea del Sur              | 23            |
| Billboard European Top 100 | 86            |